# Okli Heď
Okli Heď (ukrajinsky Оклі Гедь, maďarsky maďarsky Aklihegy) je osada obce Nevetlenfolu, v Pyjterfolvivské vesnické komunitě v okrese Berehovo v Zakarpatské oblasti Ukrajiny. V roce 2001 v obci žilo 313 obyvatel, z toho bylo 97,71 % obyvatel bylo maďarské národnosti.

## Historie
Do uzavření Trianonské smlouvy byla obec součástí Uherska, poté byla součástí Československa. V té době (během  trvání první československé republiky)  zde byla  otevřena trojtřídní maďarská škola se třemi učiteli. V 2. světové válce padlo 6 zdejších obyvatel. Na podzim roku 1944 bylo ze vsi deportováno do SSSR 33 mužských obyvatel; z toho 16 obyvatel zahynulo v sovětských pracovních táborech.